# Silke Burmester

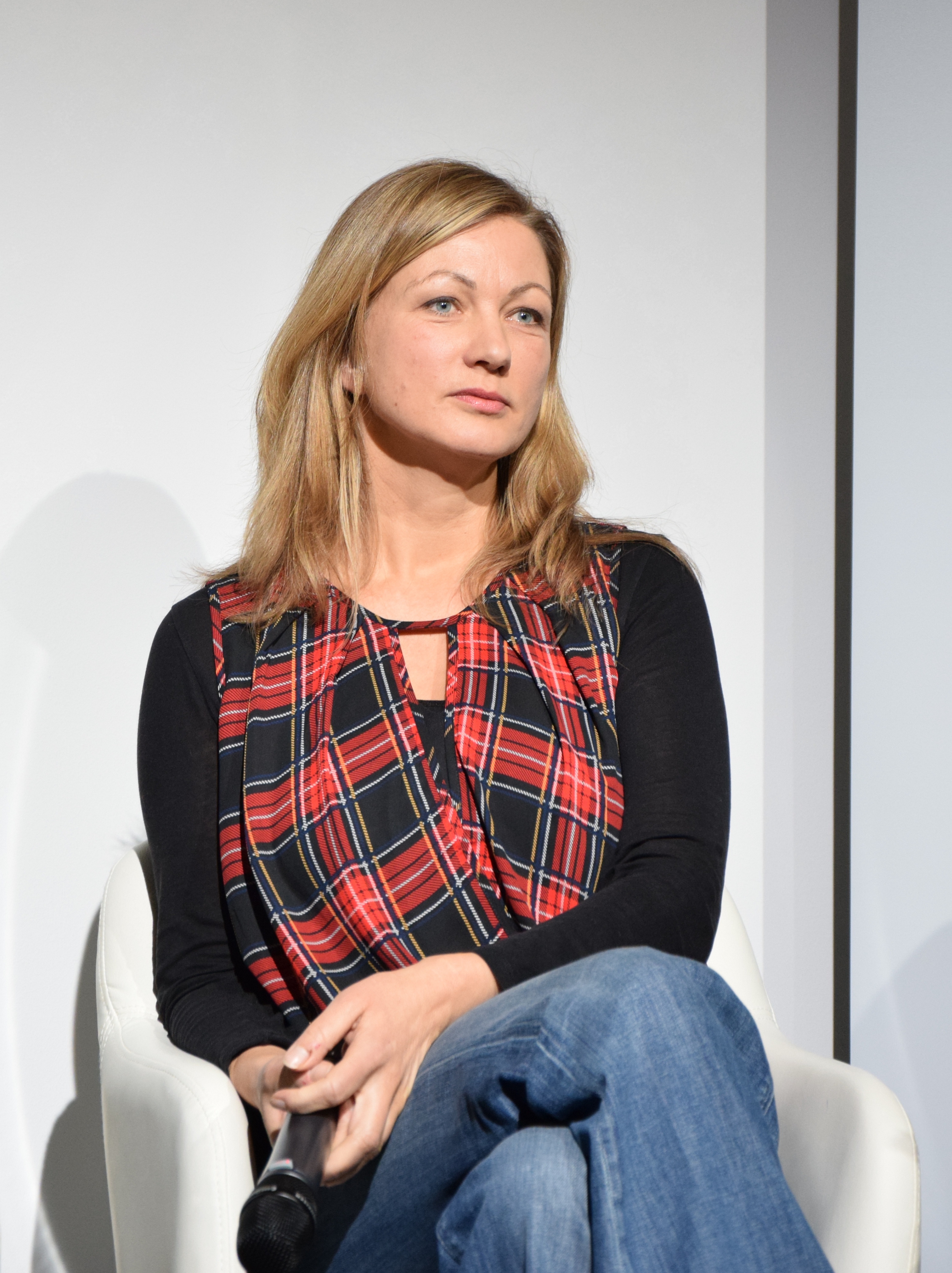
Silke Burmester (2015)

Silke Burmester (geboren 1966 in Hamburg) ist eine deutsche Journalistin, Kolumnistin und Autorin.

## Leben und Werk
Silke Burmester arbeitete als Redaktionsassistentin und Aufnahmeleiterin bei Spiegel TV Thema. Zusammen mit Heike Hackbarth gründete sie in den 1990er-Jahren das Fanzine planet pussy. Sie war Autorin bei Petra und Die Woche. Bei der Zeitschrift Amica leitete sie das Ressort „Sex und Sünde“ und beim Jahreszeiten Verlag arbeitete sie als freiberufliche Textchefin.
In der Tageszeitung schrieb Burmester als Kriegsreporterin bis zum 6. Juli 2016 eine wöchentliche Kolumne sieben Jahre lang über die Medienbranche. Für Spiegel Online schrieb sie bis 29. März 2014 die Kolumne S.P.O.N. – Helden der Gegenwart. Sie ist auch Kolumnistin für das Medium Magazin (Burmesters Moralberatung) sowie auf netzwerkrecherche.de, für die Sächsische Zeitung, Die Zeit, das Zeit-Magazin und mare.
Im Februar 2008 veröffentlichte die taz Burmesters mehrteilige satirische Kolumne mit dem Titel Das geheime Tagebuch der Carla Bruni, die im selben Jahr als Buch erschien. Das fiktive Tagebuch wurde auch in der französischen und italienischen Presse besprochen und ins Rumänische und Estnische übersetzt. Als Hörbuch, gelesen von Esther Schweins, stand es im Februar 2009 auf der Hörbuch-Bestenliste des hr2-kultur.
2012 erschien ihr Buch Beruhigt Euch!, das sich als „Pamphlet gegen die Hysterie der Medien“ charakterisieren lässt. Im September 2016 erschien ihr Buch „Mutterblues – Mein Kind wird erwachsen, und was werde ich?“, in dem sie sich mit dem Schmerz der heutigen Müttergeneration auseinandersetzt.
Silke Burmester unterrichtet u. a. Kreatives Schreiben an der Akademie für Publizistik in Hamburg, beim SWR und an der Henri-Nannen-Schule. Sie setzt sich für freien Journalismus ein und ist Mitglied bei Pro Quote, bei Freischreiber, der dju, dem PEN-Zentrum Deutschland und als Gründungsmitglied des PEN Berlin.
Im Oktober 2020 startete sie das Online-Magazin Palais F*luxx, das Themen für Frauen ab 47 Jahren behandelt.

## Preise
Vom Medium Magazin wurde Silke Burmester 2010 mit dem dritten Platz des Preises Journalist des Jahres in der Rubrik „Kultur“ sowie 2011 und 2012 für ihre „humorvollen und bissigen Texte“ mit dem zweiten Platz in der Rubrik „Unterhaltung“ ausgezeichnet.
2017 wurde sie mit dem Bert-Donnepp-Preis geehrt.
2023 erhielt sie zusammen mit Gesine Cukrowski den Ehrenpreis Inspiration des Deutschen Schauspielpreis für ihre Kampagne Kampagne Let's Change The Picture.

## Jury-Mitglied
2011 gehörte Silke Burmester zur Jury für den Grimme-Preis im Bereich „Unterhaltung“, 2012 im Bereich „Fiktion“ und war 2011 Jurymitglied für den Deutschen Radiopreis. 2014 gehörte sie zur Jury des Prix Pantheon.

## Veröffentlichungen
- Das geheime Tagebuch der Carla Bruni. Kiepenheuer und Witsch, Köln 2008, ISBN 978-3-462-04066-1.
- Beruhigt Euch! Kiepenheuer und Witsch, Köln 2012, ISBN 978-3-462-04434-8, ISBN 978-3-462-30571-5 (E-Book).
- Mutterblues. Kiepenheuer und Witsch, Köln 2016 ISBN 978-3-462-04952-7.